# マルティン・シグレン
マルティン・シグレン（Martín Sigren、1996年5月14日 - ）は、メジャーリーグラグビー、ニューイングランド・フリージャックスに所属するラグビーユニオン選手。

## プロフィール
- チリサンティアゴ出身[1]。
- ポジションはフランカー(FL)、ナンバーエイト(No.8)。
- 身長 189cm、体重 103kg
- チリ代表キャップは37（2024年12月現在）でラグビーワールドカップ2023のチリ代表に選ばれた[2]。

## 略歴
セルクナム、ドンカスター・ナイツを経て、2023年、ニューイングランド・フリージャックスに加入。